# Vojtěch Engelmann
Vojtěch Engelmann (4 luglio 1989) è un calciatore ceco, attaccante dell'Union St. Roman.